# Demografía de Azerbaiyán

Evolución demográfica de Azerbaiyán entre 1960 y 2010 (en miles).

A continuación se relacionan los datos disponibles sobre la población de la República de Azerbaiyán.

## Población

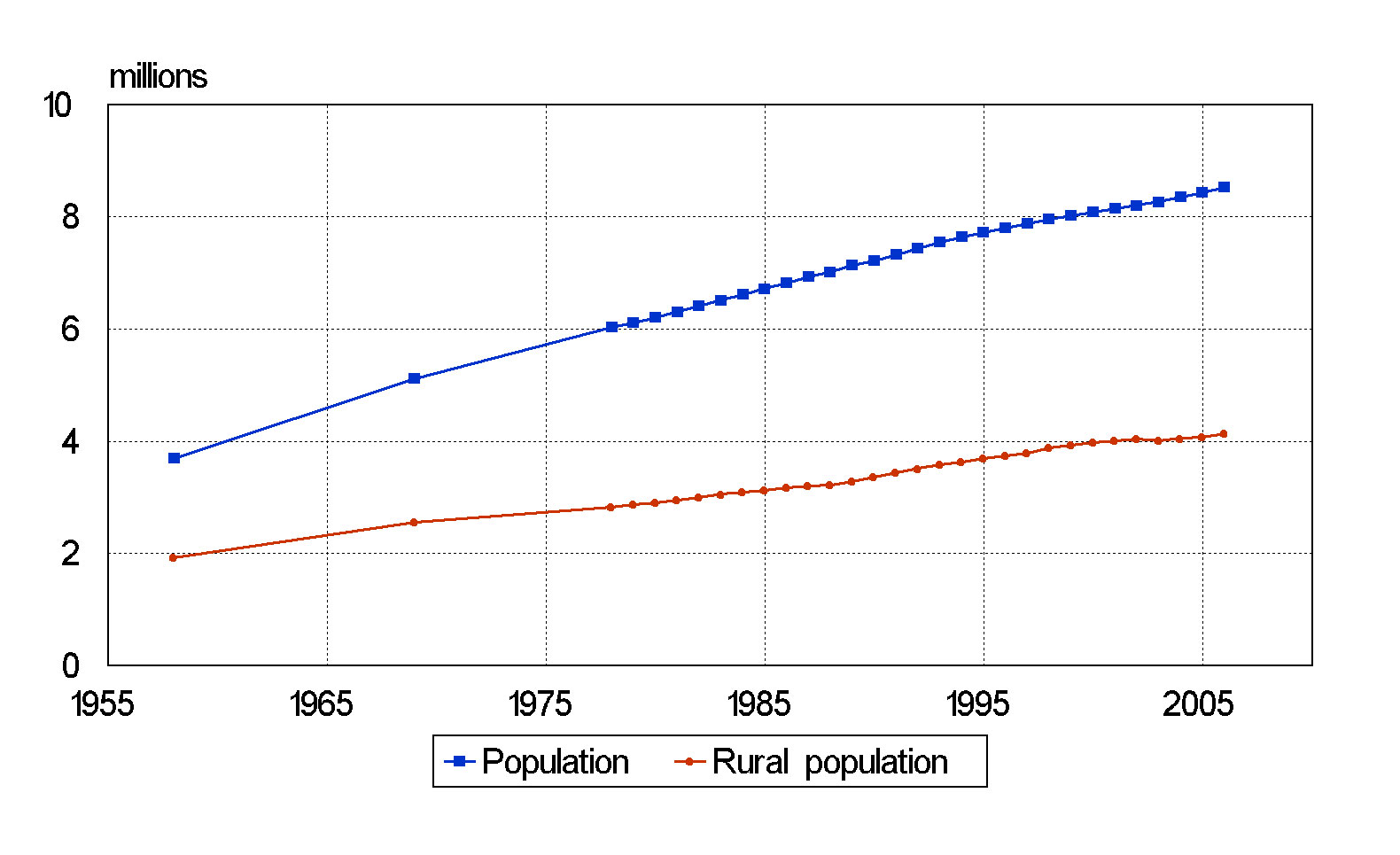
Evolución demográfica rural de Azerbaiyán entre 1958 y 2006 (en millones).

El segundo censo de la República de Azerbaiyán se llevó a cabo el 13-22 de abril de 2009. Según los datos del censo el número total de la población fue 8,922,447, de los que el 91.60% eran azerbaiyanos. De dicha población, 2,045,815 habitantes vivieron en Bakú. Según los datos del Comité Estatal de Estadística de la República de Azerbaiyán para el 1 de enero de 2019 la población total de Azerbaiyán es  9 981 457 personas, de los que 52,8 % es población urbana y 47,2 % — rural. Los varones asciende a 49,9 %, y las mujeres — 50,1 %. Densidad — 115 hab./km². El 6 de abril de 2019 nació la ciudadana número 10 millones de Azerbaiyán.

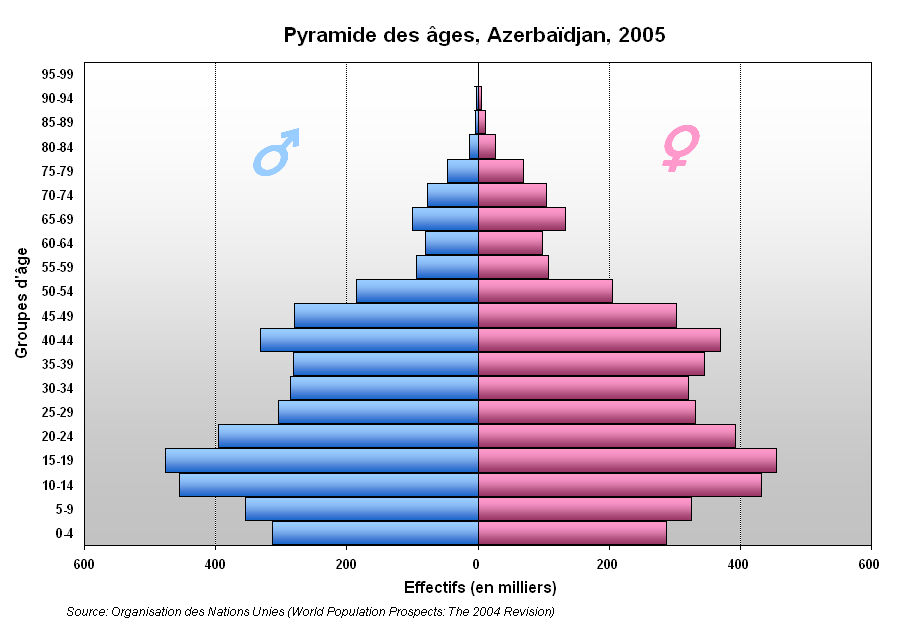
Pirámide de edades de Azerbaiyán en 2005 (en miles).

Según el informe bianual sobre población de la ONU la población de Azerbaiyán llegará a los 11 millones de personas en 2050.
Según los datos del Comité Estatal de Estadística de la República de Azerbaiyán para el 1 de julio de 2023 la población total de Azerbaiyán es  10 151 517 personas, de los que 54,6 % es población urbana y 45,4% — rural. Los varones asciende a 49,8 %, y las mujeres — 50,2 %.

## Demografía de Azerbaiyán
| Fecha     | julio de 2000 | julio de 2002 | julio de 2004 | abril de 2009 | enero de 2019 |
| --------- | ------------- | ------------- | ------------- | ------------- | ------------- |
| Población | 7.748.163     | 7.830.764     | 7.868.385     | 8.922.300     | 9.981.457     |

|         | 0-14 años | 15-64 años | 65 años y más |
| ------- | --------- | ---------- | ------------- |
| varones | 1.172.944 | 2,388,737  | 210.774       |
| mujeres | 1.127.624 | 2.525.797  | 322.287       |
| %       | 30        | 63         | 7             |

|                                 | año 2000                          | año 2018                          |
| Tasa de incremento de población | 0.27 %                            | 0.8 %                             |
| Tasa de natalidad               | 18,08 nacimientos/1000 habitantes | 14,02 nacimientos/1000 habitantes |
| Tasa de fertilidad              | 2,19 niños/mujer                  | -                                 |
| Tasa de mortalidad              | 9,47 muertes/1000 habitantes      | 8,8 muertes/1000 habitantes       |
| Tasa neta de migración          | 5,92 migrantes/1000 habitantes    | -                                 |

## Lengua
El idioma oficial es el azerí, una lengua túrquica de la sub familia suroccidental (oguz), hablada en el suroeste de Asia, principalmente en Azerbaiyán y en el Azerbaiyán iraní que es aproximadamente un cuarto de la población de Irán. El azerí es parte de las lenguas oguz y está estrechamente relacionado con el turco, el kashgai y el turcomano. El azerí se divide en dos variantes, el azerí norteño y el azerí sureño, además de contar con varios dialectos. El khalaj, el kashgai y el salchuq son considerados por algunos como idiomas independientes dentro del grupo de lenguas azeríes. Desde el siglo XVI  hasta el siglo XX, el azerí se usó como lingua franca en la mayor parte de Transcaucasia (excepto la costa del mar Negro), el sur de Daguestán, el este de Turquía y Azerbaiyán iraní.
Aunque el azerí es el idioma más hablado en el país y lo utiliza de una cuarta parte de la población en Irán, se hablan otros trece idiomas nativos. Algunos de estos son hablados en comunidades muy pequeñas, pero otros tienen importancia regional. El azerí es mutuamente inteligible con el turco y el gagauzo. La variante norteña del azerí se escribe con el alfabeto latino modificado, pero anteriormente fue escrito con el alfabeto persa (hasta 1929), con el alfabeto túrquico uniforme (1929–1939) y con el alfabeto cirílico (1939-1990). Los cambios en el alfabeto han sido moldeados en gran parte por fuerzas religiosas y políticas.
Sin embargo el ruso sigue teniendo una importante presencia, sobre todo en las ciudades. La mayor parte de la población urbana del país se expresa con fluidez tanto en azerí como en ruso.
En 2022, Azerbaiyán tenía una tasa bruta de natalidad del 12,2‰. Las zonas rurales tienden a tener tasas de natalidad más altas que las urbanas (13,8‰ y 10,8‰,

## Religión

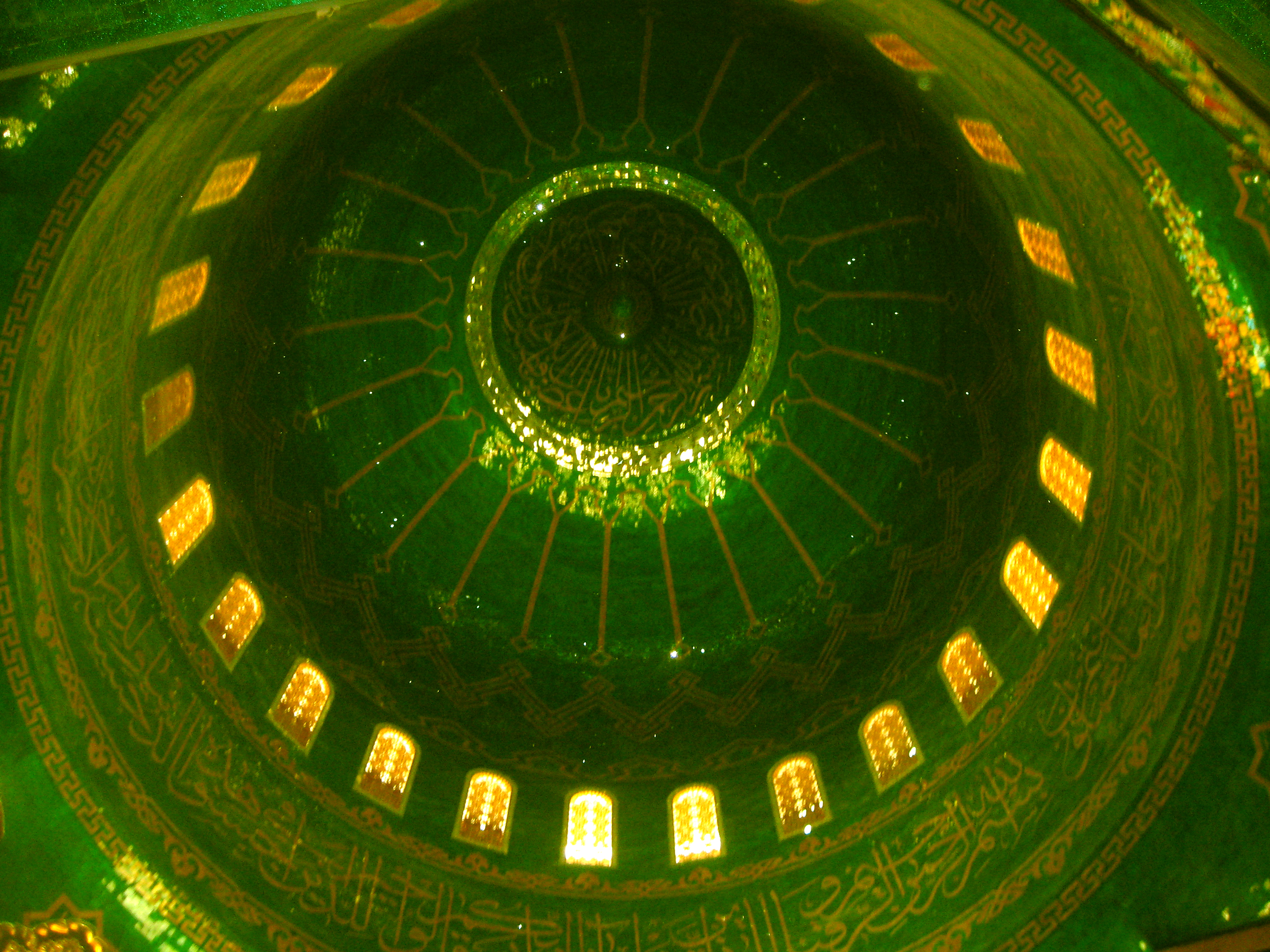
Domo del siglo XII de la mezquita Bibi-Heybat, que fue construida sobre la tumba de uno de los descendientes de Mahoma.

Azerbaiyán es un Estado laico de acuerdo con el artículo 7 de la Constitución de Azerbaiyán y garantiza la libertad de culto por el artículo 48 de la Constitución.
Tradicionalmente la religión mayoritaria en Azerbaiyán es el islam desde el siglo VII y el chiismo desde el siglo XVI. Al año 2024 se calculaba que cerca del 99.76%  de la población es musulmana, de estos el 85% son chiitas y el 15% suníes, haciendo de Azerbaiyán el segundo país con mayor proporción de chiitas, solo después de Irán. En la mayoría musulmana, las costumbres religiosas no son practicadas muy estrictamente, y la identidad musulmana tiende a basarse más en la etnia y en la cultura que en las prácticas religiosas. 
Existen comunidades cristianas (150 000) Entre los cristianos, la iglesia ortodoxa rusa y la georgiana junto con la iglesia apostólica armenia (antes de la primera guerra del Alto Karabaj, los armenios vivían en Azerbaiyán en cantidades mucho mayores; [cita requerida]entre 1994 y 2023, casi todos los armenios vivían en la región separatista de Alto Karabaj, hasta la ofensiva azerbaiyana en Alto Karabaj y el colapso de la república separatista de Artsaj en 2023, que provocó la huida de prácticamente todos los armenios y dejó el territorio de Azerbaiyán casi desprovisto de armenios) son las que cuentan con más seguidores. En 2010 había en el país 498 católicos. Otras denominaciones cristianas con presencia en el país incluyen a los luteranos, bautistas y los molokanos. También hay pequeñas comunidades de judíos, bahaíes, hare krishnas y testigos de Jehová. El zoroastrismo tuvo una larga historia en Azerbaiyán, evidente en lugares como el Templo de fuego de Bakú o ceremonias como el noruz, junto con el maniqueísmo.